# Ideoblothrus pygmaeus
Espèce
Synonymes
- Pachychitra pygmaea Hoff, 1964

Ideoblothrus pygmaeus est une espèce de pseudoscorpions de la famille des Syarinidae.

## Distribution
Cette espèce est endémique des Antilles. Elle se rencontre en Jamaïque et en Martinique.

## Systématique et taxinomie
Cette espèce a été décrite sous le protonyme Pachychitra pygmaea par Hoff en 1964. Elle est placée dans le genre Ideoblothrus par Muchmore en 1982.

## Publication originale
- Hoff, 1964 : The pseudoscorpions of Jamaica. Part 3. The suborder Diplosphyronida. Bulletin of the Institute of Jamaica, Science Series, vol. 10, no 3, p. 1-47.